# Medicaid
Ne doit pas être confondu avec Medicare.
 (septembre 2009).
Si vous disposez d'ouvrages ou d'articles de référence ou si vous connaissez des sites web de qualité traitant du thème abordé ici, merci de compléter l'article en donnant les références utiles à sa vérifiabilité et en les liant à la section « Notes et références ».
Medicaid est un  programme créé aux États-Unis qui a pour but de fournir une assurance maladie aux individus et aux familles à faible revenu  et ressource. En 2017, 74 millions de personnes à faible revenus ou handicapées en bénéficiaient ce qui correspond à 23 % de la population américaine,,. Il est géré par les États qui le subventionnent conjointement avec le gouvernement fédéral. Parmi les types de personnes qui sont susceptibles de bénéficier de ce programme, on retrouve : les parents à faible revenu, les enfants, les personnes âgées et les personnes handicapées. Medicaid est la plus importante aide financière en matière de services médicaux ou liés à la santé pour les personnes à revenu limité. En 2014, la couverture publique Medicaid est étendue aux citoyens américains disposant de revenus juste au-dessus du seuil de pauvreté (jusqu'à 133 % de celui-ci), 16 millions de personnes supplémentaires peuvent en bénéficier.

## Histoire et participation
Medicaid est créé le 30 juillet 1965 par l'intermédiaire du titre XIX du Social Security Act, voté dans le cadre de la « guerre contre la pauvreté » du président Lyndon Johnson. Chaque État  gère son propre programme Medicaid tandis que  les Centers for Medicare & Medicaid Services (CMS) supervisent les programmes dirigés par les États et établit les besoins nécessaires à la mise en place des services, leur qualité, leur subventionnement ainsi que leurs standards d'éligibilité.
Les politiques de Medicaid en matière d'éligibilité, de services et de paiements sont complexes et diffèrent considérablement même parmi les États de taille semblable ou proches géographiquement. Une personne qui a accès à Medicaid dans un État ne l'aura peut-être pas dans un autre, et les services fournis par un État peuvent varier considérablement en termes de quantité, durée et étendue par rapport à un État voisin ou de même taille. De plus, la législation des États peut changer au cours l'année les critères d'éligibilité à Medicaid, ses services comme ses remboursements.
Les États donnent parfois leur propre nom à ce programme. Ainsi, Medicaid est appelé Medi-Cal en Californie, MassHealth dans le Massachusetts ou encore Tenncare dans le Tennessee. Les États peuvent joindre l'administration de Medicaid à celles d'autres programmes comme la State Children's Health Insurance Program (SCHIP). Les organisations qui gèrent Medicaid peuvent donc tout aussi bien gérer ces autres programmes. Dans certaines municipalités, on peut trouver des programmes locaux subventionnés par les États ou leurs subdivisions politiques pour fournir aux indigents et aux mineurs une couverture santé.
Les États ont le droit de ne pas prendre part au programme. Toutefois, ils l'ont tous fait depuis la création de l'AHCCCS en 1982 par l'État de l'Arizona. Des compagnies privées d'assurance sont également payées par Medicaid pour contribuer au programme Medicaid de certains États. D'autres États préfèrent payer des médecins, des cliniques ou des hôpitaux pour être sûrs que les bénéficiaires du programme soient bien pris en charge par le corps médical.

## Medicare
Medicaid et Medicare n'ont de proche que le nom. Medicare est un programme dont bénéficient tous les Américains de plus de 65 ans après avoir cotisé, alors que Medicaid est une forme de sécurité sociale (social welfare). L'un des critères pour bénéficier de Medicaid est d'avoir des ressources inférieures aux directives du programme, alors que cela n'est pas pris en compte pour Medicare.
Même si certains groupes bénéficient à la fois de Medicaid et de Medicare, d'importantes différences existent entre les deux programmes. Par exemple, Medicaid couvre une plus large série de services de santé que Medicare, et n'a pas de primes d'assurance, ni de franchises. En 2001, environ 6,5 millions d'Américains étaient inscrits à la fois à Medicare et à Medicaid, ce qui est plus connu sous le nom de Medicare dual eligible.

## Admissibilité
Medicaid est un programme géré par les États et par le pouvoir fédéral qui fournit une couverture d'assurance maladie aux familles à faible revenu, aux personnes âgées et aux handicapés. Alors que le Congrès et les Centers for Medicare and Medicaid Services définissent les grandes lignes et règles de Medicaid, chaque État met en place son propre programme. Par conséquent, les règles d'admissibilité sont quelque peu différentes selon les États bien que la structure soit la même dans tout le pays.
Le gouvernement fédéral comme la plupart des gouvernements des États semblent remanier continuellement les conditions et les restrictions d'admissibilité. Cela a été constaté récemment avec le passage du Deficit Reduction Act (DRA) en 2005 qui en modifie sensiblement les règles.